# آلن جی. دیکسون
آلن جی. دیکسون (به انگلیسی: Alan J. Dixon) (زاده ۷ ژوئیه ۱۹۲۷ و درگذشته ۶ ژوئیه ۲۰۱۴) سناتور سابق عضو حزب دموکرات ایالات متحده آمریکا بود. وی در سال ۱۹۸۱ تا ۱۹۹۳ میلادی سناتور ایالت ایلی‌نوی در سنای ایالات متحده آمریکا بود.